# トニー・ポープ
トニー・ポープ（Tony Pope、1947年3月22日 - 2004年2月11日）は、アメリカ合衆国の男性声優　。

## 人物
オハイオ州クリーブランドで生まれ、1973年にカリフォルニア州ロサンゼルスに移住。
1977年から1988年まで、ディズニーのキャラクター・グーフィーの声を約11年間に亘り担当していた。
1998年から発売された玩具ファービーの声を担当したことで知られており、フランス語、ドイツ語、イタリア語、日本語、スペイン語の音声も担当している。
2004年2月11日に脚の手術後の合併症により、カリフォルニア州バーバンクのプロビデンスセントジョセフ医療センターで死去。
妻は女優のパトリシア・レンツ。娘は女優のマルセラ・レンツ＝ポープ。

## 出演作品

### テレビアニメ
1980年
- Shirt Tales

1981年
- Super Friends
- スパイダーマン

1982年
- Shirt Tales

1983年
- スクービー&スクラッピー ドゥー
- The Dukes

1984年
- ポール・ポジション

1985年
- 宇宙家族ジェットソン

1986年
- 戦え!超ロボット生命体トランスフォーマー2010（レック・ガー、A3、インキラータ、テレビのピエロ）

1987年
- 戦え!超ロボット生命体トランスフォーマー2010（クインテッサ星人4）

1989年
- ミュータント・タートルズ（フリップ）

1990年
- テイルスピン（ガス、バーバーのジョー）

1991年
- James Bond Jr.

1992年
- タイニー・トゥーンズ（神）

1993年
- スワットカッツ（誘拐犯のジョー、トラのギャング）
- トムとジェリーキッズ
- Droopy, Master Detective

1994年
- Creepy Crawlers（ホーカス・ローカス、トム・ジェイ）

1997年
- アイアム・ウィーゼル（クストー 、少年）
- Adventures of Oliver Twist（チャーリー・ベイツ）
- The New Adventures of Zorro（ガルシア軍曹）
- フィリックス（シェイマス・T・ゴールドクロー）

1998年
- The Secret Files of the Spy Dogs
- スーパーマン（科学者）
- ピンキー&ブレイン（ウェイター）

1999年
- 北斗の拳（村人）

2000年
- アークザラッド（ガルアーノ市長）
- 課長王子（FBI男）
- ダイノゾーズ（マウンテンマン）
- Hello Kitty's Paradise（パパ）

2001年
- THE ビッグオー（ギーゼング）
- デジモンテイマーズ（スーツェーモン）
- ハウス・オブ・マウス（ゼペット）
- 吸血姫美夕（怪力男）

2002年
- ああっ女神さまっ 小っちゃいって事は便利だねっ（岩ちゃん〈岩田みつお〉）
- 風まかせ月影蘭（紀伊国屋宗右衛門）
- バビル2世（ムルガ）
- るろうに剣心 -明治剣客浪漫譚-（マルケス村上、勝海舟）

2003年
- Animated Stories from the New Testament（スパイスの商人）
- 藍より青し（花菱源一郎、魚屋）
- アルジェントソーマ（トラックドライバー、他）
- アレクサンダー戦記（ピタゴラス）
- Witch Hunter ROBIN（鈴木）
- サイボーグ009 THE CYBORG SOLDIER（ハーシェル博士）
- 十二国記（六太の父）
- スクライド（医者）
- Heat Guy-J（マウロ〈初代〉）
- まほろまてぃっく
- LAST EXILE（オペレーター2）
- 陸上防衛隊まおちゃん（築島空次郎）
- ワイルドアームズ トワイライトヴェノム（セルジオ）

2004年
- 旋風の用心棒（植草教授）
- GAD GUARD（ミキオ、ペットショップのオーナー）
- SAMURAI GIRL リアルバウトハイスクール（鬼塚鉄斎）
- SPACE PIRATE CAPTAIN HERLOCK（ドクターゼロ）

2005年
- OVERMANキングゲイナー（マンマン〈初代〉）

### 劇場アニメ
1978年
- ピノキオの冒険（キャンドルウィック、少年）

1980年
- ベティ・ブープ万歳（コーヒーショップのボス、鏡、団長）

1981年
- 小さなキツネ（カラク）

1982年
- 銀河鉄道999（アンタレス）

1987年
- グーフィーのサッカー大好き!（グーフィー）

1989年
- AKIRA（敷島大佐、山形、島崎）※ストリームライン版

1994年
- 王立宇宙軍 オネアミスの翼（男）

1996年
- キャッツ・ドント・ダンス（ワニ）

1998年
- アンツ（ルーピング）
- 王様と私（使者）

1999年
- 機動戦士ガンダム（レビル将軍）
- 機動戦士ガンダムII 哀・戦士編（レビル将軍）
- 機動戦士ガンダムIII めぐりあい宇宙編（レビル将軍）
- ブラック・ジャック（工場長）

2001年
- シュレック（ADRループグループ）
- Marco Polo: Return to Xanadu（レジナルド・シーガル）
- メトロポリス（ヒゲオヤジ）
- ラーマーヤナ ラーマ王子伝説（ヴィシュヴァーミトラ）

2003年
- アミテージ・ザ・サード POLY-MATRIX
- シンドバッド 7つの海の伝説

2004年
- 機動戦士ガンダムF91（レズリー・アノー）
- Muhammad: The Last Prophet（サルマン）

### OVA
1995年
- ブラックマジック M-66（現場監督）

1996年
- 楽勝!ハイパードール

1997年
- GATCHAMAN（ギャラクター隊長）

1999年
- 機動戦士ガンダム0083 STARDUST MEMORY（アクシズ将官）
- ザ・コクピット（バフスタイン）

2001年
- からくりの君（忍び頭）

2002年
- イース（クラーゼ）

2003年
- The Parables of Jesus（ラザロ）

2004年
- The Nutcracker and the Mouse King（シュタール博士、将軍）

### ゲーム
1993年
- Sam and Max Hit the Road
- Star Wars: Rebel Assault

1996年
- Where in the U.S.A. Is Carmen Sandiego
- Tiny Toon Adventures: Buster and the Beanstalk

1998年
- Star Wars: Rebellion（ヨーダ、C-3PO、デススター司令官）

1999年
- Disney's Villains' Revenge（アウト）

2000年
- ディアブロ2（エルジックス）

2002年
- キングダム ハーツ（ゼペット）

### 映画
1980年
- スター・ウォーズ エピソード5/帝国の逆襲（声）

1981年
- 燃えよニンジャ（忍者の声）

1982年
- チャック・ノリスの地獄の復讐（カムの声）

1983年
- 秘宝の王冠（ブラザー・ジョナスの声）

1985年
- 刑事ジョン・ブック 目撃者（ゼノヴィッチの声）
- バック・トゥ・ザ・フューチャー（ラジオアナウンサーの声）

1986年
- チェリー2000（ボイスオーバー）

1987年
- インベージョン・アース（エイリアンの声）

1988年
- ロジャー・ラビット（グーフィーの声、ビッグ・バッド・ウルフの声）

1989年
- もういちど殺して（声）

1990年
- アンビュランス（声）
- ハロウィン・インベーダー/火星人襲来!?（ギギーウィグの声）

1991年
- ワイルドハート/彼女は空を翔けた（声）

1992年
- ベイビーバンク（声）
- ホールド・オン・ミー（その他の声）

1998年
- シビル・アクション（ラジオの野球アナウンサーの声）

2003年
- 恋は邪魔者（その他の声）
- ジャスト・マリッジ（声）

2004年
- ドーン・オブ・ザ・デッド（ADRグループ）

### テレビ映画
1995年
- Inmates: A Love Story（フラナガンの声）

### テレビドラマ
1983年
- 9 to 5（SIDの声）

1984年
- The Facts of Life（コンピュータの声）

1987年
- ゴールデン・ガールズ（ドアマンの声）

1993年
- ブロッサム（ナレーター）

### 吹き替え
- スペクトルマン（1977 - 1980年）
- Sinbad of the Seven Seas（1989年）
- 魔界転生 THE ARMAGEDDON（1999年、宝蔵院胤瞬<山本昌平> ）
- 香港ゾンビ（2001年、ボス、寿司職人、映画俳優1、ゾンビ）
- ツイン・ドラゴン（2003年）

### 玩具
1997年
- Electronic Monopoly（Mr.モノポリーの声）

1998年
- ファービー（ファービーの声）

2002年
- Fisher-Price Talking Chef Magic Kitchen（シェフトニーの声）

### アルバム
1979年
- ミッキーマウス・ディスコ「Watch Out for Goofy」（グーフィー）

### オーディオブック
1984年
- ディズニー・ディスカバリー・シリーズ（1984年 - 1987年、グーフィー、ルードヴィヒ・フォン・ドレイク）

1986年
- テディ・ラクスピン（ニュートン・ギミック、LBザ・バウンダー）

1993年
- オーバーランド・エクスプレスの強盗：ミッキーの秘密ミステリー（ハインリヒ・シュニフェングラウル）

1994年
- ライオンキング・ブラスター（チーター）

2000年
- ラマになった王様（ナレーション）

### アトラクション
1983年
- ディズニーランド
  - ピノキオの冒険旅行（ゼペットの声）
  - ふしぎの国のアリス（チェシャ猫の声、ハートの王の声）※再録音版

### CM
- コカ・コーラ（グーフィーの声）
- Disney Frozen Treats（グーフィーの声）
- マテル（グーフィーの声）